# ハッピーエフエムいたみ
ハッピーエフエムいたみは兵庫県伊丹市の一部地域を放送区域として超短波放送（FM放送）をする特定地上基幹放送事業者である伊丹まち未来株式会社が保有する特定地上基幹放送局の愛称である。
呼出名称はエフエムいたみである。

## 概要
1996年12月21日に全国52番目として開局。開局当初の免許人は伊丹コミュニティ放送株式会社（いたみこみゅにてぃほうそう）であった。2018年4月1日に伊丹都市開発株式会社に吸収合併され、社名変更した伊丹まち未来株式会社が免許を承継し、同社の放送局部門となった。
聴取者エリアは、伊丹市と近隣市外の川西市・宝塚市・尼崎市・西宮市・芦屋市・川辺郡猪名川町・大阪府池田市・箕面市・大阪市・吹田市の約200万人、80万世帯。
局の放送理念に「地域密着」を掲げ、その理念を実現する為に「市民スタッフ」と呼ばれるボランティアスタッフや市内4高校の放送部員が企画・制作・出演する番組を放送している。
一部の外部制作番組を除き、ほぼ全てを自社制作番組で編成。毎日5時起点、24時間放送である。スタジオからの生放送は平日 8:00 - 19:00、土曜 9:00 - 15:00、日曜 10:30 - 15:00が基本で、それ以外の時間は主に音楽放送となっている。
生放送番組はYouTube Liveで配信が行われている。著作権の関係で音楽や録音素材は放送されない。また過去の番組の一部（主にゲストコーナー）などはYouTubeでも配信を行っている。
兵庫地域ラジオネットワーク連絡会（ラジネットひょうご）に加盟している。
2015年4月からJCBAインターネットサイマルラジオで放送が聴けるようになった。
毎年4月と10月に番組表、パーソナリティ・番組紹介や番組と連動した観光情報などを掲載したフリーマガジン「エフエムいたみプレス」を発行している。

## 番組表
平日
| 時    | 月曜日                                                               | 火曜日                                                               | 水曜日                                                              | 木曜日                                                              | 金曜日                                                              |
| 5     | ミュージックシャワー                                                 | ミュージックシャワー                                                 | ミュージックシャワー                                                | ミュージックシャワー                                                | ミュージックシャワー                                                |
| 6     | Enjoy! 80's                                                          | Enjoy! 80's                                                          | Enjoy! 80's                                                         | Enjoy! 80's                                                         | Enjoy! 80's                                                         |
| 7     | Enjoy! 80's                                                          | Enjoy! 80's                                                          | Enjoy! 80's                                                         | Enjoy! 80's                                                         | Enjoy! 80's                                                         |
| 8     | ハッピーモーニング794～ながーくよろしく 金曜▽9:00ラジネットひょうご  | ハッピーモーニング794～ながーくよろしく 金曜▽9:00ラジネットひょうご  | ハッピーモーニング794～ながーくよろしく 金曜▽9:00ラジネットひょうご | ハッピーモーニング794～ながーくよろしく 金曜▽9:00ラジネットひょうご | ハッピーモーニング794～ながーくよろしく 金曜▽9:00ラジネットひょうご |
| 9     | ハッピーモーニング794～ながーくよろしく 金曜▽9:00ラジネットひょうご  | ハッピーモーニング794～ながーくよろしく 金曜▽9:00ラジネットひょうご  | ハッピーモーニング794～ながーくよろしく 金曜▽9:00ラジネットひょうご | ハッピーモーニング794～ながーくよろしく 金曜▽9:00ラジネットひょうご | ハッピーモーニング794～ながーくよろしく 金曜▽9:00ラジネットひょうご |
| 10    | ハッピーモーニング794～ながーくよろしく 金曜▽9:00ラジネットひょうご  | ハッピーモーニング794～ながーくよろしく 金曜▽9:00ラジネットひょうご  | ハッピーモーニング794～ながーくよろしく 金曜▽9:00ラジネットひょうご | ハッピーモーニング794～ながーくよろしく 金曜▽9:00ラジネットひょうご | ハッピーモーニング794～ながーくよろしく 金曜▽9:00ラジネットひょうご |
| 10:50 | ことばの花束＜伊丹市＞                                               | ことばの花束＜伊丹市＞                                               | ことばの花束＜伊丹市＞                                              | ことばの花束＜伊丹市＞                                              | ことばの花束＜伊丹市＞                                              |
| 11    | ハッピーファミリー～伊丹ふれあい通り                                 | ハッピーファミリー～伊丹ふれあい通り                                 | ハッピーファミリー～伊丹ふれあい通り                                | ハッピーファミリー～伊丹ふれあい通り                                | ハッピーファミリー～伊丹ふれあい通り                                |
| 12    | ハッピーファミリー～伊丹ふれあい通り                                 | ハッピーファミリー～伊丹ふれあい通り                                 | ハッピーファミリー～伊丹ふれあい通り                                | ハッピーファミリー～伊丹ふれあい通り                                | ハッピーファミリー～伊丹ふれあい通り                                |
| 13    | ハッピーファミリー～伊丹ふれあい通り                                 | ハッピーファミリー～伊丹ふれあい通り                                 | ハッピーファミリー～伊丹ふれあい通り                                | ハッピーファミリー～伊丹ふれあい通り                                | ハッピーファミリー～伊丹ふれあい通り                                |
| 14    | ハッピーフレンド～陽気に元気にいきいきと ※市民パーソナリティ出演番組 | ハッピーフレンド～陽気に元気にいきいきと ※市民パーソナリティ出演番組 | ハッピーアフタヌーン                                                | ハッピーアフタヌーン                                                | ワンブレイク・ミュージック ▽第2・4週14:00 こちらペット相談室        |
| 15    | ハッピーフレンド～陽気に元気にいきいきと ※市民パーソナリティ出演番組 | ハッピーフレンド～陽気に元気にいきいきと ※市民パーソナリティ出演番組 | ハッピーアフタヌーン                                                | ハッピーアフタヌーン                                                | ワンブレイク・ミュージック ▽第2・4週14:00 こちらペット相談室        |
| 15:50 | ことばの花束 ＜伊丹市＞                                              | ことばの花束 ＜伊丹市＞                                              | ことばの花束 ＜伊丹市＞                                             | ことばの花束 ＜伊丹市＞                                             | ことばの花束 ＜伊丹市＞                                             |
| 16    | ハッピーシティ～こちらHOTスタジオ794                                 | ハッピーシティ～こちらHOTスタジオ794                                 | ハッピーシティ～こちらHOTスタジオ794                                | ハッピーシティ～こちらHOTスタジオ794                                | ハッピーシティ～こちらHOTスタジオ794                                |
| 17    | ハッピーシティ～こちらHOTスタジオ794                                 | ハッピーシティ～こちらHOTスタジオ794                                 | ハッピーシティ～こちらHOTスタジオ794                                | ハッピーシティ～こちらHOTスタジオ794                                | ハッピーシティ～こちらHOTスタジオ794                                |
| 18    | ハッピーシティ～こちらHOTスタジオ794                                 | ハッピーシティ～こちらHOTスタジオ794                                 | ハッピーシティ～こちらHOTスタジオ794                                | ハッピーシティ～こちらHOTスタジオ794                                | ハッピーシティ～こちらHOTスタジオ794                                |
| 19    | ラジオde広報伊丹＜伊丹市＞                                           | ラジオde広報伊丹＜伊丹市＞                                           | ラジオde広報伊丹＜伊丹市＞                                          | ラジオde広報伊丹＜伊丹市＞                                          | ラジオde広報伊丹＜伊丹市＞                                          |
| 19:20 | 昭和名曲選                                                           | 昭和名曲選                                                           | 昭和名曲選                                                          | 昭和名曲選                                                          | 昭和名曲選                                                          |
| 19:50 | いい夢見てね!おやすみ童話                                            | いい夢見てね!おやすみ童話                                            | いい夢見てね!おやすみ童話                                           | いい夢見てね!おやすみ童話                                           | いい夢見てね!おやすみ童話                                           |
| 20    | 元気はつらつ歌謡曲!                                                  | 元気はつらつ歌謡曲!                                                  | 元気はつらつ歌謡曲!                                                 | 元気はつらつ歌謡曲!                                                 | 元気はつらつ歌謡曲!                                                 |
| 21    | 演歌大行進                                                           | 演歌大行進                                                           | 演歌大行進                                                          | 演歌大行進                                                          | 金曜スペシャル                                                      |
| 22    | 青春ヒットパレード                                                   | 青春ヒットパレード                                                   | 青春ヒットパレード                                                  | 青春ヒットパレード                                                  | 青春ヒットパレード                                                  |
| 23    | 青春ヒットパレード                                                   | 青春ヒットパレード                                                   | 青春ヒットパレード                                                  | 青春ヒットパレード                                                  | 青春ヒットパレード                                                  |
| 24    | J-POP アンソロジー                                                   | J-POP アンソロジー                                                   | J-POP アンソロジー                                                  | J-POP アンソロジー                                                  | J-POP アンソロジー                                                  |
| 25    | J-POP アンソロジー                                                   | J-POP アンソロジー                                                   | J-POP アンソロジー                                                  | J-POP アンソロジー                                                  | J-POP アンソロジー                                                  |
| 26    | MUSIC SHUFFLE                                                        | MUSIC SHUFFLE                                                        | MUSIC SHUFFLE                                                       | MUSIC SHUFFLE                                                       | MUSIC SHUFFLE                                                       |
| 27    | ミッドナイト・スタンダード                                           | ミッドナイト・スタンダード                                           | ミッドナイト・スタンダード                                          | ミッドナイト・スタンダード                                          | ミッドナイト・スタンダード                                          |

週末
| 時                                 | 土曜日 | 日曜日 |
| 5                                  | ミュージックシャワー | ミュージックシャワー |
| 6                                  | 朝のクラシック散歩道 ▽第1土曜・翌日曜 8:00 - 9:00 芽りんのバイりんガルmorning ▽第2・4土曜 8:30 - 9:00 伊丹本泉寺のラジオDEい～話 | 朝のクラシック散歩道 ▽第1土曜・翌日曜 8:00 - 9:00 芽りんのバイりんガルmorning ▽第2・4土曜 8:30 - 9:00 伊丹本泉寺のラジオDEい～話  |
| 7                                  | 朝のクラシック散歩道 ▽第1土曜・翌日曜 8:00 - 9:00 芽りんのバイりんガルmorning ▽第2・4土曜 8:30 - 9:00 伊丹本泉寺のラジオDEい～話 | 朝のクラシック散歩道 ▽第1土曜・翌日曜 8:00 - 9:00 芽りんのバイりんガルmorning ▽第2・4土曜 8:30 - 9:00 伊丹本泉寺のラジオDEい～話  |
| 8                                  | 朝のクラシック散歩道 ▽第1土曜・翌日曜 8:00 - 9:00 芽りんのバイりんガルmorning ▽第2・4土曜 8:30 - 9:00 伊丹本泉寺のラジオDEい～話 | 朝のクラシック散歩道 ▽第1土曜・翌日曜 8:00 - 9:00 芽りんのバイりんガルmorning ▽第2・4土曜 8:30 - 9:00 伊丹本泉寺のラジオDEい～話  |
| 9                                  | サタデーハッピーモーニング | Enjoy! 80's ▽9:00 - 9:15 （1週）みんな元気!すこやかタイム（再） （2週）市長の部屋～ふじわラジオ （3週）月刊市高インフォメーション |
| 10                                 | サタデーハッピーモーニング | 10:30 （1・4週）いたみ青春放送局 ※市内高校放送部制作 （2・3・5週）サンデーハッピープラザ ※市民スタッフ制作・出演番組              |
| 11                                 | サタデーハッピーモーニング | 10:30 （1・4週）いたみ青春放送局 ※市内高校放送部制作 （2・3・5週）サンデーハッピープラザ ※市民スタッフ制作・出演番組              |
| 11:45 伊丹市役所何でも質問箱（再） | 11:30 魅力発見!いたみの広場（再）                                                                                                | |
| 12                                 | Happy Wave | Sun Sun Radio |
| 13                                 | Happy Wave | Sun Sun Radio |
| 14                                 | Happy Wave | Sun Sun Radio |
| 15                                 | ウィークエンド・スクリーンミュージック                                                                                           | ITAMI MUSIC ZONE |
| 16                                 | ウィークエンド・スクリーンミュージック                                                                                           | ITAMI MUSIC ZONE |
| 17                                 | ウィークエンド・スクリーンミュージック                                                                                           | ITAMI MUSIC ZONE |
| 18                                 | Evening Jazz | Evening Jazz |
| 19                                 | ラジオde広報伊丹＜伊丹市＞ | ラジオde広報伊丹＜伊丹市＞ |
| 19:20                              | ウィークエンド・オールディーズ ▽第4土曜・翌日曜のみ 20:00 麻樹ゆめみのゆめみ's NIGHT 20:30 ゆめみの宝塚ミュージック              | ウィークエンド・オールディーズ ▽第4土曜・翌日曜のみ 20:00 麻樹ゆめみのゆめみ's NIGHT 20:30 ゆめみの宝塚ミュージック               |
| 20                                 | ウィークエンド・オールディーズ ▽第4土曜・翌日曜のみ 20:00 麻樹ゆめみのゆめみ's NIGHT 20:30 ゆめみの宝塚ミュージック              | ウィークエンド・オールディーズ ▽第4土曜・翌日曜のみ 20:00 麻樹ゆめみのゆめみ's NIGHT 20:30 ゆめみの宝塚ミュージック               |
| 21                                 | 洋楽 MEGA HITS ▽第4土曜・翌日曜のみ 沢くみこの週末！演歌・歌謡曲最前線!                                                          | 洋楽 MEGA HITS |
| 22                                 | 石田靖と銀シャリ橋本直の伊丹大使ラジオ＋（プラス）! 1・2週 石田靖 3・4週 銀シャリ 橋本直                                         | 洋楽 MEGA HITS |
| 23                                 | 洋楽 MEGA HITS | 洋楽 MEGA HITS |
| 23:30                              | ▽1・3週のみ KBCpresents 甲南大学放送部 KStime 伊丹キャンパス                                                                     | 洋楽 MEGA HITS |
| 24                                 | J-POP アンソロジー | J-POP アンソロジー |
| 25                                 | J-POP アンソロジー | J-POP アンソロジー |
| 26                                 | J-POP アンソロジー | J-POP アンソロジー |
| 27                                 | ミッドナイト・スタンダード | ミッドナイト・スタンダード |